# Mollemeta edwardsi
Mollemeta edwardsi is een spinnensoort in de taxonomische indeling van de strekspinnen.
Het dier behoort tot het geslacht Mollemeta. De wetenschappelijke naam van de soort werd voor het eerst geldig gepubliceerd in 1904 door Eugène Simon.